# Скайкоміш (Вашингтон)
Скайкоміш (англ. Skykomish) — місто (англ. town) в США, в окрузі Кінг штату Вашингтон. Населення — 161 особа (2020).

## Географія
Скайкоміш розташований за координатами 47°42′36″ пн. ш. 121°21′34″ зх. д. / 47.71000° пн. ш. 121.35944° зх. д. (47.710109, -121.359581).  За даними Бюро перепису населення США в 2010 році місто мало площу 0,86 км², з яких 0,81 км² — суходіл та 0,06 км² — водойми.

### Клімат
| Клімат : Скайкоміш                       | Клімат : Скайкоміш | Клімат : Скайкоміш | Клімат : Скайкоміш | Клімат : Скайкоміш | Клімат : Скайкоміш | Клімат : Скайкоміш | Клімат : Скайкоміш | Клімат : Скайкоміш | Клімат : Скайкоміш | Клімат : Скайкоміш | Клімат : Скайкоміш | Клімат : Скайкоміш | Клімат : Скайкоміш |
| Показник                                 | Січ.               | Лют.               | Бер.               | Квіт.              | Трав.              | Черв.              | Лип.               | Серп.              | Вер.               | Жовт.              | Лист.              | Груд.              | Рік                |
| Середній максимум, °C                    | 4,3                | 5,8                | 9,9                | 14,6               | 18,3               | 21,0               | 24,5               | 24,0               | 21,4               | 15,0               | 8,2                | 4,9                | 14,3               |
| Середній мінімум, °C                     | −2,7               | −2,5               | −0,3               | 3,3                | 6,4                | 9,4                | 9,4                | 9,8                | 8,3                | 4,9                | 0,4                | −0,4               | 3,8                |
| Норма опадів, мм                         | 320                | 311                | 237                | 157                | 133                | 96                 | 41                 | 54                 | 98                 | 208                | 289                | 385                | 2329               |
| ---------------------------------------- | ------------------ | ------------------ | ------------------ | ------------------ | ------------------ | ------------------ | ------------------ | ------------------ | ------------------ | ------------------ | ------------------ | ------------------ | ------------------ |
| Джерело: Western Regional Climate Center |                    |                    |                    |                    |                    |                    |                    |                    |                    |                    |                    |                    |                    |

## Демографія
Згідно з переписом 2010 року, у місті мешкало 198 осіб у 95 домогосподарствах у складі 45 родин. Густота населення становила 229 осіб/км².  Було 168 помешкань (195/км²).
Расовий склад населення:
| - 95,5 % — білих - 1,5 % — корінних американців - 1,5 % — азіатів - 1,0 % — чорних або афроамериканців |

До двох чи більше рас належало 0,5 %. Частка іспаномовних становила 1,5 % від усіх жителів.
За віковим діапазоном населення розподілялося таким чином: 18,2 % — особи молодші 18 років, 63,1 % — особи у віці 18—64 років, 18,7 % — особи у віці 65 років та старші. Медіана віку мешканця становила 51,3 року. На 100 осіб жіночої статі у місті припадало 132,9 чоловіків;  на 100 жінок у віці від 18 років та старших — 145,5 чоловіків також старших 18 років.
За межею бідності перебувало 18,3 % осіб, у тому числі 0,0 % дітей у віці до 18 років та 0,0 % осіб у віці 65 років та старших.
Цивільне працевлаштоване населення становило 54 особи. Основні галузі зайнятості: мистецтво, розваги та відпочинок — 35,2 %, освіта, охорона здоров'я та соціальна допомога — 24,1 %, транспорт — 7,4 %, публічна адміністрація — 5,6 %.